# La casa rossa
La casa rossa (The Red House) è un film del 1947 diretto da Delmer Daves.
È un thriller psicologico statunitense a sfondo noir con Edward G. Robinson, Lon McCallister e Judith Anderson. È basato sul romanzo The Red House di George Agnew Chamberlain, pubblicato a Indianapolis nel 1945.

## Trama
L'agricoltore Pete Morgan possiede alcuni ettari di bosco che tiene recintati e inutilizzati, vietando a chiunque di entrarvi. Una sera il giovane Nath, compagno di scuola di Meg (la figlia adottiva di Pete) e aiutante alla fattoria, dice di voler passare per i boschi col proposito di abbreviare la strada verso casa; sentendo questo, Pete ha una reazione impulsiva e vorrebbe impedire a Nath di entrare in quella parte delle sue terre, ma non vi riesce. Il ragazzo, tuttavia, percorse poche centinaia di metri tra la fitta vegetazione, torna indietro spaventato da alcune grida misteriose. Qualche tempo dopo Meg, nel tentativo di spiegarsi lo strano comportamento del padre adottivo, raggiunge la vecchia casa rossa che si trova in una radura della proprietà e dalla quale Pete sembra molto preoccupato di tener lontana la gente, tanto da permettere a Teller, un giovanotto arrogante del paese vicino, di usare il fucile per andare a caccia nei suoi boschi e nel contempo di sparare per allontanare i curiosi. Meg ha qualche ricordo confuso nei riguardi di quella casa, legato probabilmente alla sua infanzia, mentre Pete vi tiene nascosto un orribile segreto.

## Produzione
Il film, diretto da Delmer Daves su una sceneggiatura dello stesso Daves e di Albert Maltz con il soggetto di George Agnew Chamberlain, fu prodotto da Sol Lesser per la Sol Lesser Productions (accreditata come Thalia Productions) e girato a Columbia e a Sonora, in California, dall'aprile 1946 al 28 giugno 1946. Il titolo di lavorazione fu No Trespassing.

## Distribuzione
Il copyright del film, richiesto dalla Thalia Productions, Inc., fu registrato il 7 febbraio 1947 con il numero LP864.
Il film fu distribuito con il titolo The Red House negli Stati Uniti dal 16 marzo 1947 (anteprima a New York) al cinema dalla United Artists.
Altre distribuzioni:
- in Francia il 21 luglio 1947 (La maison rouge)
- in Svezia il 17 novembre 1947 (Röda husets hemlighet)
- in Portogallo il 12 agosto 1948 (A Casa Vermelha)
- in Danimarca il 17 gennaio 1949 (Det røde hus)
- in Brasile (A Casa Vermelha e O Segredo da Casa Vermelha)
- in Ungheria (A vörös ház)
- in Spagna (La casa roja)
- in Grecia (O kolasmenos)
- in Finlandia (Punainen talo)
- in Italia (La casa rossa)

### Critica
Secondo il Morandini il film è un "cupo e perverso psicodramma pastorale dai risvolti freudiani, attraversato dall'incerta linea che separa la sessualità sana da quella malata". Morandini segnala inoltre l'interpretazione di Robinson che risulta "in gran forma". Secondo Leonard Maltin il film è "un eccitante melodramma con un bel cast".

### Promozione
Le tagline sono:
- "Of this man... and the girl who lived in The Red House... people spoke only in whispers! (poster)".
- "What I cannot have... I'll destroy".
- "You Dare Not Even Guess The Strange Love Story of 'The Red House'".